# 轟謙二
轟 謙二（とどろき けんじ、1932年11月21日 - ）は、日本の俳優。本名は佐戸正男、現芸名は轟謙司。

## 経歴
広島県大竹市出身。広島県立大竹高校から広島大学に進むが中退。
1952年、市川右太衛門に弟子入りし、轟謙二の芸名をもらう。同年、東映京都に入り、1954年の『旗本退屈男 謎の百萬両』でデビュー。その後、多数の時代劇に端役で出演。
1957年には東映東京に移り、『月光仮面 魔人（サタン）の爪』（1958年）を皮切りに、現代劇映画に多数出演した。テレビドラマは、1959年の『七色仮面』第二部（毎日放送）に初出演。1961年11月にスタートした『特別機動捜査隊』（NET）では桃井刑事役で11年間レギュラーを務め、これをきっかけにテレビドラマに専念するようになった。
1964年、フリーとなる。1980年代から芸名の謙二を謙司に改める。
地方ロケでの経験を活かし、1970年代頃より東映テレビドラマの地方ロケのコーディネートを始める。当初、地方ロケのコーディネートについては正式な役職としては認められておらず、本人が地方ロケのエピソードにゲスト出演するかたちで報酬が支払われていた。そのため、1970年代・80年代には『特捜最前線』（テレビ朝日）や特撮ドラマの地方ロケのエピソードへの出演が多い（その後、正式な役職として報酬が支払われるようになった）。後年は2時間ドラマのロケコーディネーターとして精力的に活動した。

## 出演

### 映画
- 旗本退屈男 謎の百萬両 （東映、1954年）
- 乱撃の七番街 （東映、1958年）
- 月光仮面 魔人（サタン）の爪 （東映、1958年）
- 遊星王子 （東映、1959年） - まぼろし大使の配下
- 地獄の渡り者 （東映、1960年）
- 大いなる驀進 （東映、1960年）
- 皮ジャン・ブルース （ニュー東映、1961年）
- 宇宙快速船 （ニュー東映、1961年） - 宇宙人A
- 無宿 （東宝、1974年）
- 秘密戦隊ゴレンジャー 爆弾ハリケーン （東映、1976年） - ケン伊藤

### テレビドラマ
- 七色仮面  （毎日放送 / 東映、1959年） - 山本警部の部下
- ナショナルキッド 「地底魔城・第五回」（NET / 東映、1961年） - 警官
- 特別機動捜査隊 （NET / 東映、1961-72年） - 桃井刑事
  - 第726話「兄とその妹」（1975年） - 工藤
- 竜馬がゆく （NHK大河ドラマ、1968年） - 吉村寅太郎
- 五人の野武士 第13話「赤い砦の狼」（1969年、日本テレビ / 東宝）
- ゼロファイター 第5話「真昼の星を見ろ!!」（1969年、フジテレビ / 国際放映）
- 花のお江戸のすごい奴 第11話「くちなしの花が散る」（1969年、フジテレビ / 東映、新国劇） - 安造
- 清水次郎長 第16話「女涙は恋の追分」 （1971年、フジテレビ / 東映、タケワキプロ） - 松造
- プレイガールシリーズ （東京12チャンネル / 東映）
  - プレイガール
    - 第127話「男殺し湖畔の牝猫」（1971年） - 栗田
    - 第137話「思い込んだら命がけ」（1971年） - 本田
    - 第138話「魚は陸で、女は海で釣れ」（1971年） - 中塚
    - 第139話「男の夢の狂い咲き」（1971年） - 後藤
    - 第142話「クリスマス殺人事件」（1971年） - 霧田
    - 第144話「八丈島(秘)物語」（1972年） - 浅沼
    - 第159話「裸になって殺されて」（1972年） - 山村
    - 第162話「おとこ泣かせ裸のヴィーナス」（1972年） - 五郎
    - 第197話「死んでも離さぬ熱い肌」（1973年） - 鉄
    - 第212話「真夜中の愛の狩人」（1973年） - 梅木
    - 第234話「ばら山荘恐怖の連続殺人」（1973年） - 小塚
    - 第239話「裸女深海の決闘」（1973年） - 井垣
    - 第245話「島育ち裸仁義」（1973年） - 鈴木
    - 第256話「大雪原の裸地獄」（1974年） - 刑事風の男
    - 第265話「出雲・女は裸で一騎討ち」（1974年） - 岩田
    - 第276話「裸のままで、この朝を」（1974年） - 三田
    - 第287話「男見るべからず プレイガール最後の決闘」（1974年） - 越谷

  - プレイガールQ (1975年)
    - 第20話「モデル売春殺人事件」 - 寺本
    - 第41話「放送300回記念・東京エマニエル夫人」 ※ノンクレジット
    - 第51話「社長桃色漫遊記」 - 町田五郎
    - 第55話「娘たちは裸で燃える」 - 仙田
- 刑事くん （TBS / 東映）
  - 第1部
    - 第9話「小さな追跡者」（1971年） - 西山
    - 第48話「緑映える夢」 (1972年)　- 沢本

  - 第5部 第25話「愛ある追跡」（1976年）
- 十手野郎捕物控 （TBS、1971年）
- 銭形平次 （フジテレビ / 東映）
  - 第283話「おかめとひょっとこ」（1971年） - 勘助
  - 第311話「さぬき屋殺し」（1972年） - 安吉
  - 第363話「噂」（1973年） - 稲川源八
  - 第390話「十手一代」(1973年) - 庄太
  - 第435話「てるてる坊主は知っていた」（1974年） - 藤八
  - 第475話「十手を持った狼」（1975年） - 弥蔵
  - 第483話「虹の橋」（1975年） - 源七
  - 第524話「あの日、雨の日」（1976年） - 金兵ヱ
- 変身忍者 嵐 第11話「血どくろ谷のドクモリバチ!!」（1972年、毎日放送 / 東映） - 良太の父
- 子連れ狼 第一部 第3話「鳥に翼 獣に牙」（1973年、日本テレビ / ユニオン映画) - 清兵衛
- 人造人間キカイダー 第31話「ジローの死を呼ぶタコヤマブキ」、第32話「アオデンキウナギ 魔の腕が光る」（1973年、NET / 東映） - 塚原茂（アオデンキウナギの人間態）
- キカイダー01 （NET / 東映）
  - 第5話「恐怖!青ワニ島で卵が笑う!!」（1973年） - 志村完造
  - 第9話「大犯罪組織シャドウ出現の怪!!」（1973年） - 湯沢博士
  - 第16話「恐怖! ミイラ男のニトロ爆弾」（1973年）
  - 第27話「秘境の激戦!! ザダムの地獄の罠」（1973年） - 瀞峡ウォータージェット船の船長
  - 第28話「狂った町 恐怖の人魚姫大逆襲」（1973年） - 進学塾の講師（シャドウマンの人間態）
  - 第44話「ビジンダーの美しく悲しき別れ」（1974年） - 平吉
- サスペンスシリーズ 人妻恐怖・地獄道路 （1973年、毎日放送 / 東映） - ガソリンスタンド店主
- 旗本退屈男 （NET / 東映）
  - 第3話「小判の足跡」（1973年）
  - 第18話「宝の山に迷った奴」（1974年）
- 新・荒野の素浪人 第3話「狼の挽歌」（1974年、NET / 三船プロ）
- 非情のライセンス （NET / 東映）
  - 第1シリーズ 第49話「兇悪のレンズ」（1974年） - 刑事B
  - 第2シリーズ 
    - 第46話「兇悪の閃光」（1975年） - 川手
    - 第49話「兇悪の射殺命令」（1975年） - 支配人
- 右門捕物帖 （NET / 東映）
  - 第10話「真実」（1974年） - 治助
  - 第34話「母恋地蔵」（1974年）
- アイフル大作戦 第55話「探偵専科 愛と死のたわむれ」　（1974年、TBS / 東映）
- 大江戸捜査網（東京12チャンネル / 三船プロ）
  - 第122話「捨て子騒動始末記」（1974年）
  - 第127話「恐怖の爆破作戦!」（1974年） - 胴元
  - 第194話「華やかな狙撃者」（1975年）
- 高校教師 （東京12チャンネル/東宝） 
  - 第18話「恋の終着駅」、第19話「売られたケンカなら」（1974年） - 警察署長
- 必殺シリーズ（朝日放送 / 松竹）
  - 暗闇仕留人 第3話「売られて候」（1974年） - 同心・高島
  - 必殺必中仕事屋稼業 第18話「はめ手で勝負」（1975年） - 甲州
- 座頭市物語 第26話「ひとり旅」（1975年、フジテレビ / 勝プロ） - 鉾田の岩松
- 伝七捕物帳（NTV / ユニオン映画）第77話「むすめ捕物 恋ごころ」（1975年） -源次
- 日本沈没 第23話「海に消えた鎌倉」-第25話「噫々 東京が沈む」（TBS / 東宝映像、1974年） - 大木二佐
- ザ★ゴリラ7 第11話「目にしみるぜ替玉作戦」（1975年、NET / 東映）
- 秘密戦隊ゴレンジャー （NET / 東映）
  - 第21話「青い驚異! 古代から来た怪飛行船」-第23話「みどりの空中戦! 怪飛行船の最期」（1975年） - 清水博士
  - 第38話「青い断崖! 悪魔の海賊宝さがし」、第39話「真赤な日本海! 怪隕石の超能力」（1976年） - 黒潮十兵衛
  - 第59話「真赤な南国! 謎のゴールド大作戦」（1976年） - イーグル四国支部隊長
- 破れ傘刀舟悪人狩り 第41話「殺しの報酬」（1975年、NET / 三船プロ）
- ザ・カゲスター （NET / 東映）
  - 第22話「毒魔人キノコンガ 誘拐作戦!」、第23話「怪人カニガブラー 首狩り作戦!」、第25話「ドクガルダー 人喰い作戦!」（1976年） - ホテル山下家の支配人
- がんばれ!!ロボコン （NET / 東映）
  - 第82話「ヤッホッホー!! ロビンちゃんと旅行だい」、第83話「ザブリンリン!! シシム鯨に負けるな」（1976年） - 若林謙二（ホテルながやまの支配人）
  - 第85話「ザグバンバン!! 海賊キッドの宝もの」（1976年） - ホテルながやまの支配人、海賊キッド（二役）
- 5年3組魔法組 第16話「会えるかな? あこがれの歌手!」（1977年、NET / 東映） - マネージャー
- 気まぐれ天使 （日本テレビ / ユニオン映画） - 新聞記者・石沢
  - 第35話「夕空はれて」（1977年）
  - 第36話「バサマの目にも……」（1977年）
- 特捜最前線 （テレビ朝日 / 東映）
  - 第24話「金沢・さすらいの女ひとり」（1977年）
  - 第25話「北陸路 七年後の女」（1977年）
  - 第181話「ダイナマイトパニックII・望郷群島!」（1980年）
- 鉄道公安官 （テレビ朝日 / 東映）
  - 第18話「山陰本線・強奪宝石の怪」（1979年）
- 土曜ワイド劇場 （テレビ朝日 / 東映）
  - 松本清張の地方紙を買う女（1981年）
  - 松本清張の駅路（1982年）
  - 松本清張の断線（1983年）
  - 西村京太郎トラベルミステリー3 あずさ3号殺人事件（1983年）
  - 西村京太郎トラベルミステリー4 寝台特急あかつき殺人事件（1983年）
  - 松本清張の葦の浮船（1984年）
  - 西村京太郎トラベルミステリー5 東北新幹線殺人事件（1984年）
  - 西村京太郎トラベルミステリー8 特急北アルプス殺人事件（1986年）
  - 西村京太郎トラベルミステリー9 寝台急行銀河殺人事件（1986年)
  - 京都不倫旅行殺人事件（1986年）
- 新ハングマン （朝日放送 / 松竹芸能）
  - 第11話「娘の真珠を奪ったハレンチ官僚」（1983年） - ホテル戸田家の支配人
  - 第24話「婚約娘を襲う誘拐株式会社」（1984年） - 小花商事社長
- 俺たちの旅 十年目の再会 （日本テレビ / ユニオン映画、1985年）

### CM
- エアコンサービス （1973年頃）

## レコード
| 題名                 | B/W・C/W     | 発売年 | レーベル           | 備考                                  |
| 流れ者のブルース     | 誰も知らない | 1968年 | ローヤル・レコード |                                       |
| センチメンタル・ラブ |              | 1969年 | ローヤル・レコード | 『真夜中の君』（歌：夏木のぼる）のB面 |